# Salt of the Earth (film)
Salt of the Earth is een Amerikaanse dramafilm uit 1954 onder regie van Herbert J. Biberman. De film werd ten tijde van de Rode Angst op de zwarte lijst gezet in de Verenigde Staten vanwege de socialistische ondertoon.

## Verhaal
In 1951 breekt er een staking uit in een zinkmijn in New Mexico. De Mexicaanse mijnwerkers willen een gelijk salaris als de blanke Amerikanen. De stakingsleider Ramon Quintero behandelt zijn vrouw Esperanza slecht. Zij loopt aanvankelijk niet warm voor de staking, maar ze verandert van mening, wanneer de kompels hun stakingsrecht wordt ontzegd.

## Rolverdeling
| Acteur             | Personage          |
| ------------------ | ------------------ |
| Will Geer          | Sheriff            |
| David Wolfe        | Barton             |
| Mervin Williams    | Hartwell           |
| David Sarvis       | Alexander          |
| Rosaura Revueltas  | Esperanza Quintero |
| E.A. Rockwell      | Vance              |
| William Rockwell   | Kimbrough          |
| Juan Chacón        | Ramon Quintero     |
| Henrietta Williams | Teresa Vidal       |
| Ángela Sánchez     | Consuelo Ruiz      |
| Clorinda Alderette | Luiz Morales       |
| Virginia Jencks    | Ruth Barnes        |
| Clinton Jencks     | Frank Barnes       |
| Joe T. Morales     | Sal Ruiz           |
| Ernesto Velázquez  | Charley Vidal      |